# Kurt Vile
Kurt Samuel Vile (* 3. Januar 1980 in Lansdowne, Pennsylvania) ist ein US-amerikanischer Gitarrist, Sänger und Songwriter aus Philadelphia.

## Frühere Lebensjahre
Vile wuchs in Lansdowne (Pennsylvania), einem Vorort von Philadelphia auf und ist das drittälteste von zehn Kindern. Im Alter von vierzehn Jahren bekam er von seinem Vater ein Banjo geschenkt, wobei er sich eigentlich eine Gitarre wünschte: „Also würde ich es einfach wie eine Gitarre spielen. Ich war wirklich darauf aus, ziemlich primitive Melodien zu schreiben und aufzunehmen. Ich wusste ziemlich genau, dass ich Musik (in meinem späteren Leben) machen würde.“ Vile begann nun, Songs auf dem Banjo zu schreiben und beschrieb seinen ersten selbst geschriebenen Song als „einen Witz-Song“, es sei „ein gutes Instrumental; ich kannte all diese Akkorde, aber dann zitierte ich einen Cartoon als Text darüber.“ Vile gab ihm den Namen 'You Made All My Hair Fall Out'.
Drei Jahre später, im Alter von siebzehn Jahren, erstellte Vile sein erstes „massenproduziertes“ Tape. Beeinflusst von Pavement, Beck, Bill Callahan und dem Independent-Label Drag City merkte Vile an, dass „ich wirklich dachte, ich könnte bei Drag City dabei sein. Ich wollte es wirklich. Ich habe diese Leute gehört, die gute Musik gemacht haben, aber sie war ziemlich roh und hatte dennoch Kultqualität“.
Während er weiter an seinen Aufnahmen arbeitete, war Vile von 2000 bis 2002 als Gabelstaplerfahrer beschäftigt. In Bezug auf diese Zeit in seinem Leben merkte er an: „Es war eine schnelle Arbeit, das entladen von LKWs. Obwohl die Musik meine Leidenschaft war, hatte ich damals einen langen Weg vor mir und noch viel zu lernen. Ich war von meinem Leben als Arbeiter oft deprimiert und ich machte mir Vorwürfe darüber, dass ich nicht auf´s College gegangen bin. Ich habe Jobs annehmen müssen, in denen ich schlecht verdient habe. Es war eine harte Zeit“.

## Karriere

### The War on Drugs undConstant Hitmaker(2003–2008)
Nach einem zweijährigen Aufenthalt in Boston zog Vile 2003 zurück nach Philadelphia und begann mit dem Musiker und Songwriter Adam Granduciel zusammenzuarbeiten. Anschließend gründete das Duo die Indie-Rock-Band The War on Drugs. In Bezug auf seine Freundschaft zu Granduciel merkt Vile an, dass "wir im Wesentlichen beste Freunde sind. Er hat mich in meiner Band unterstützt als er anfing, an seiner eigenen Musik zu arbeiten, also musste ich mich dafür revanchieren. Vile und Granduciel veröffentlichten 2008 ihr erstes Studioalbum Wagonwheel Blues und starteten zeitgleich ihre erste Tour.
Zur gleichen Zeit wurde Vile's Solo-Debütalbum Constant Hitmaker (2008) bei Gulcher Records veröffentlicht. Das Album wurde aus verschiedenen Heimaufnahmen und einer Studioaufnahme des Songs „Freeway“ zusammengestellt. Kurz nach der Veröffentlichung beschloss er, The War on Drugs zu verlassen um sich ausschließlich auf seine Solokarriere zu konzentrieren. Im Jahr 2009 sagte Vile aus, dass „The War on Drugs zuerst auf einem größeren Label herausgebracht wurde, also behaupteten einige in der Blogosphäre, dass The War on Drugs meine erste Hauptband war. Aber es sieht folgendermaßen aus: Ich habe mehr Musik als Adam (Granduciel) geschrieben und mache das Kurt-Vile-Ding schon etwas länger, und Constant Hitmaker kam ungefähr zur gleichen Zeit heraus.“

### God Is Saying This to You...undChildish Prodigy(2009–2010)
Im April 2009 veröffentlichte Mexican Summer das zweite Studioalbum God Is Saying This to You...; eine Sammlung von Vile's Heimaufnahmen die bis in das Jahr 2003 zurückreichen. Bei der Veröffentlichung hatte Vile bereits sein drittes Studioalbum, Childish Prodigy aufgenommen, dass er als „definitiv nicht so lo-fi“ – anders als seine früheren Veröffentlichungen – bezeichnete. Nachdem er die Aufnahmen an verschiedene Plattenlabels versandt hatte, unterschrieb Vile 2009 einen Vertrag bei Matador Records. Seiner Aussage nach war Matador Records „meine erste Wahl. Es passt perfekt. Ich betrachte meine Musik nicht wirklich als Indie-Rock aber ich habe immer noch das Gefühl, dass ich mich am meisten mit Matador identifizieren kann, mehr als mit jedem anderen Label.“
Childish Prodigy wurde mit der Begleitband The Violators aufgenommen und am 6. Oktober veröffentlicht. Mit diesem Album erhöhte Vile seinen Bekanntheitsgrad erheblich. In Bezug auf seine Position sagte er: „Offensichtlich gibt es mehr Touren, mehr Presse und mehr Hype, von dem ich nicht sagen möchte, dass es nicht verdient ist. Es ist, als würde man auf eine Leiter steigen. Ich ziehe es jedoch vor diese Leiter langsam aufzusteigen. Ich mache gerne kleine Schritte und finde meinen eigenen Weg.“

### Smoke Ring for My Halo(2011–2012)
2011 veröffentlichte Vile sein viertes Studioalbum, Smoke Ring for My Halo. Das Album erreichte Platz 154 der Billboard 200 und wurde im Jahr 2013 auf Platz 475 der '500 Greatest Albums of All Time' von NME gelistet. Kurz nach der Veröffentlichung des Albums verließ Adam Granduciel – Gitarrist der Begleitband The Violators – um sich ausschließlich auf The War on Drugs zu konzentrieren.

### Wakin on a Pretty Daze(2013–2014)
Vile's fünftes Studioalbum, Wakin on a Pretty Daze wurde am 9. April 2013 veröffentlicht. In Bezug auf die aktuelle Besetzung der Begleitband merkte Vile an: „Ich spiele mit Jesse (Trbovich) und Rob (Laakso) – Rob ist das neueste- und Jesse war schon immer Mitglied. Unser Schlagzeuger ist nicht mehr bei uns, aber es haben verschiedene Freunde für die Aufnahmen am Album am Schlagzeug Platz genommen und wir proben gerade damit. Aber Abgesehen davon sind The Violators Jesse, Rob und ich und wir werden sehen, wie sich das in Zukunft entwickelt.“ Kurz darauf trat Vince Nudo, ehemaliger Schlagzeuger der kanadischen Rock-Band Priestess den Violators bei, nachdem er bereits an zwei Liedern am Album Wakin on a Pretty Daze als Schlagzeuger beteiligt war.
Am 24. September kündigte Vile die Veröffentlichung einer neuen EP an, It’s a Big World Out There (And I Am Scared) sowie eine Deluxe-Edition des Albums Wakin on a Pretty Daze.

### B’lieve I’m Goin Down...(2015–2017)
Am 6. März 2015 gab Vile bekannt, dass er bereits an seinem sechsten Studioalbum arbeitet, wobei die Aufnahmen hierfür an verschiedenen Plätzen in den USA stattfinden. B’lieve I’m Goin Down... wurde am 25. September 2015 über Matador Records veröffentlicht. Vile beschreibt das Album als „Überall. Alles, was Sie sich vorstellen können habe ich getan und steckt in diesem Album. Das ist es, wo ich derzeit bin.“ Still in Rock stufte das Album als zweitbestes Album im Jahr 2015 ein.

### Lotta Sea LiceundBottle It In(2017–2019)
2017 nahmen Kurt Vile und Courtney Barnett das gemeinsame Album Lotta Sea Lice auf das am 13. Oktober veröffentlicht wurde. Die Lead-Single Over Everything sowie das dazugehörige Musikvideo, unter der Regie von Danny Cohen, wurde am 30. August 2017 veröffentlicht.
Im Jahr darauf kündigte Vile sein siebtes Studioalbum Bottle It In an, dass am 12. Oktober 2018 durch Matador Records veröffentlicht wurde. Einige Songs auf diesem Album – unter anderem die Single Bassackwards – wurden in den Beer Hole Studios in Los Angeles aufgenommen, andere wiederum in Portland sowie Brooklyn, der größte Teil des Albums wurde jedoch in den Tarquin Studios in Bridgeport, Connecticut, mit der Unterstützung von Peter Katis aufgenommen.

### Watch My Moves(2022)
Am 20. April 2021 gab Verve Records bekannt, dass sie Vile nach über elf Jahren bei Matador Records unter Vertrag genommen hatten. Die Arbeiten für das Album Watch My Moves begannen bereits 2019, die COVID-19-Pandemie und die daraus resultierenden Lockdowns führten jedoch dazu, dass Vile seine Pläne für das Jahr 2020 auf Eis legte. Das ganze Jahr über baute er in seinem Haus in Mount Airy, Philadelphia ein Kellerstudio namens OKV Central und nutzte die Zeit um 2020 sowie 2021 Songs darin zu schreiben und produzieren: „Wenn ich nicht ein paar solide Songs in meiner Tasche gehabt hätte, wäre ich während der Lockdowns gestresster gewesen. Weil ich aber wusste, dass ich auf einige gute Songs zurückgreifen konnte, hatte ich dabei keinen Stress und konnte mir die Zeit nehmen, die ich brauchte um in Ruhe die neue Platte zu machen.“
Die erste Single Like Exploding Stones und dazugehörigem Musikvideo wurde am 15. Februar 2022 veröffentlicht. Am 15. April 2022 veröffentlichte Verve Records Vile's neuntes Studioalbum Watch My Moves.

## Privatleben
Kurt Vile ist mit Suzanne Lang, einer Lehrerin, verheiratet und hat mit ihr zwei Töchter. Während einer Episode des Rolling Stones Music Now-Podcast aus dem Jahr 2022 gab Vile an, dass er während der Aufnahmen für sein achtes Studioalbum „Bottle It In“ aufgehört habe, Alkohol zu konsumieren.

## Diskografie

### Alben
- 2008: Constant Hitmaker (Gulcher Records; 2009, Woodsist Records)
- 2009: God Is Saying This to You (Mexican Summer)
- 2009: Childish Prodigy (Matador Records)
- 2011: Smoke Ring for My Halo (Matador Records)
- 2013: Wakin on a Pretty Daze (Matador Records)
- 2015: B’lieve I’m Goin Down … (Matador Records)
- 2018: Bottle It In (Matador Records)
- 2022: (watch my moves) (Verve)

### EPs
- 2009: Fall Demons 7" EP (Skulltones)
- 2009: The Hunchback 12" EP (Richie Records)
- 2010: Square Shells 12" EP (Matador Records)
- 2011: So Outta Reach 12" EP, Digital EP (Matador Records)
- 2013: It’s a Big World out There (And I Am Scared) 12" EP (Matador Records)
- 2020: Speed, Sound, Lonely KV 12" EP (Matador Records)
- 2023: Back To Moon Beach (Verve)

### Singles
- 2008: Freeway 7" Single (Gulcher Records)
- 2009: He's Alright 7" Single (Matador Records)
- 2010: In My Time 7" Single (Matador Records)
- 2013: Never Run Away 7" Single (Matador Records)

### Zusammenarbeiten
- 2017: Lotta Sea Lice (mit Courtney Barnett)

### Lieder mit Auszeichnungen
- 2015: Pretty Pimpin (US: Gold)[30]